# Man at the Carlton Tower
Man at the Carlton Tower (übersetzt „Der Mann im Carlton Tower“) ist ein britischer Kriminalfilm von Robert Tronson aus dem Jahr 1961. Produziert wurde er von der Filmgesellschaft Merton Park Studios. Das Drehbuch stammt von Philip Mackie und baut auf dem Roman The Man at the Carlton (dt. „Der Mann aus dem Carlton“) von Edgar Wallace auf. Der Film war einer der ersten Teile der Edgar Wallace Mysteries, einer Serie von 47 Edgar-Wallace-Verfilmungen der Merton Park Studios zwischen 1960 und 1965; in Deutschland wurde er nie gezeigt.

## Handlung
Superintendant Cowley ermittelt gegen den Rhodesier Lew Daney, den er wegen eines Juwelenraubs überführen will. Er wird dabei von dem ehemaligen Polizisten Tim Jordan unterstützt, der Daneys früheren Partner Harry Stone beschattet. Dabei trifft er auf Lydia Daney, die ihm von dem Flirt ihres Mannes mit Mary Greer erzählt. Greer wohnt in einem Landhaus in Surrey, wo Jordan auch Daney vermutet. Bei dem Versuch, ihn dort aufzuspüren, gerät er in einen Hinterhalt. Der Butler von Mary Greer kommt dabei ums Leben, und Jordan findet bei dessen Leiche Daneys Zigarettenetui. Zuletzt gelingt es ihm, neben der Aufklärung weiterer Intrigen, in die auch Harry Stone und Lydia Daney verwickelt sind, Lew Daney mitsamt der gestohlenen Juwelen zu stellen und Daney zu töten.

## Kritiken
Joachim Kramp und Jürgen Wehnert zitieren in ihrem Das Edgar Wallace Lexikon von 2004 eine Kritik des Monthly Film Bulletin von 1961 zum Film. Dieses stellt ihn als „neuesten Streifen aus der Edgar-Wallace-Kriminalfilmserie“ vor und beschreibt ihn als eine „Mixtur aus schlußfolgernden Dialogen, Schießereien und viel Publicity für das neue Carlton Tower Hotel“ mit dem „Flair einer Fernsehserie“. Es lobt den Schauspieler Alfred Burke, der „seiner Rolle als Schurke einen neuartigen Stil sanfter Bedrohlichkeit“ verleiht, findet jedoch zugleich „das Ende, wenn er sowohl Beute wie Leben verliert (…) konfus und nicht überzeugend“.

## Belege
1. ↑  
„Man at the Carlton Tower, The.“ In: Joachim Kramp, Jürgen Wehnert: Das Edgar Wallace Lexikon. Leben, Werk, Filme. Es ist unmöglich, von Edgar Wallace nicht gefesselt zu sein! Verlag Schwarzkopf & Schwarzkopf, Berlin 2004; S. 407–408. ISBN 3-89602-508-2.
2. ↑  
Kritik vom Monthly Film Bulletin vom September 1961, zitiert nach „Man at the Carlton Tower, The.“ In: Joachim Kramp, Jürgen Wehnert: Das Edgar Wallace Lexikon. Leben, Werk, Filme. Es ist unmöglich, von Edgar Wallace nicht gefesselt zu sein! Verlag Schwarzkopf & Schwarzkopf, Berlin 2004; S. 407–408. ISBN 3-89602-508-2.